# 鹿田町
鹿田町（しかたちょう）は、岡山県岡山市北区にある町丁である。1〜2丁目からなる。なお、当地と関係の深い鹿田本町（しかたほんまち）についても当ページで説明する。
郵便番号は鹿田町1〜2丁目が〒700-0914（岡山中央郵便局管区）、鹿田本町が〒700-0915（岡山中央郵便局管区）。人口は、鹿田町1丁目が644人（男性311人、女性333人）、同2丁目が102人（男性31人、女性71人）、鹿田本町が355人（男性188人、女性167人）。世帯数は鹿田町1丁目が368世帯、同2丁目が85世帯、鹿田本町が225世帯（いずれも令和2年12月現在）。   	      	   	   

## 概要
中心市街地の南部、旧国道2号線大供ロータリー（大供交差点）から大元駅方面へ幹線道路（岡山県道173号大元停車場線）の東側にあたる地域である。
旧大供村の内の一部を昭和44年7月の町区改訂のときに、鹿田町1〜2丁目および鹿田本町に区分してそれぞれ独立した町区とした。
当地北部および東部は大供1丁目、東部は春日町・大学町・岡町、南部は東古松および奥田本町、西部は大供2丁目および大供表町と接する。
鹿田町1丁目は岡山市役所（大供1丁目所在）のすぐ南になる地域で、大供公園がある。同2丁目はその南の広い町域で、旧岡村の西部を一部併せている。岡山市水道局、国土交通省中国地方整備局岡山河川事務所、岡山大学鹿田キャンパス（医学部）、岡山大学病院などで2丁目の大半全体を占めている。また以前には消防署も所在していた。鹿田本町は、岡山県精神科医療センターが所在する。

### 小・中学校の学区
公立の小・中学校に通学する場合、学区は次のように指定されている 。
| 区域         | 小学校     | 中学校     |
| ------------ | ---------- | ---------- |
| 鹿田町一丁目 | 鹿田小学校 | 桑田中学校 |
| 鹿田町二丁目 | 鹿田小学校 | 桑田中学校 |
| 鹿田本町     | 鹿田小学校 | 桑田中学校 |

## 沿革

### 歴史
元々、東古松・大供あたりから南の十日市などの周辺一帯は、古くは御野郡に存在した鹿田荘とよばれる荘園であり、中世の見取り図も残っており、古くから開けた土地であった。江戸時代になると、10余りの村に分かれていた。
明治22年の町村制実施に際し、大供村は東古松・西古松、岡、内田の4村と合併、鹿田庄に由来して鹿田村と称した。鹿田村は同31年8月、奥田村を編入。大正10年2月には、鹿田村が岡山市に編入された。このとき旧大字はそのまま継続したが、村名の鹿田は消滅となったので、歴史的に重要な名称であることから、前述の昭和44年7月の住居表示の実施に伴う町名変更で鹿田を冠する町丁が設定されるに至った。

### 地名の由来
古代から中世における庄園・鹿田庄に由来。鹿田庄の名称由来は不明。

### 年表
- 1889年（明治22年）6月1日 - 町村制施行により、御野郡大供村・東古松村・西古松村・岡村・内田村が合併し、同郡鹿田村を新設。
- 1898年（明治31年）8月 - 奥田村が鹿田村へ編入合併。
- 1900年（明治33年）4月1日 - 御野郡・津高郡が統合されて御津郡となる。
- 1921年（大正10年）2月 - 鹿田村が岡山市へ編入合併。この際鹿田の地名が残らず、旧村名の内田、岡、大供、東古松、西古松、奥田が大字となる。
- 1969年（昭和44年）7月20日 - 住居表示の実施に伴い、内田、岡、大供、東古松の各一部から鹿田町一丁目、鹿田町二丁目および鹿田本町の町丁が設置される。
- 2009年（平成21年）4月 - 岡山市が政令指定都市へ移行。行政区が設置され、北区の管轄となる。
- 2013年（平成25年）5月23日 - 岡山大学鹿田キャンパス内の鹿田遺跡において、奈良時代末（8世紀後半）の井戸から、猿が馬を引く「猿駒曳（さるこまひき）」と「牛」の図柄で、国内最古となる2枚の絵馬が出土[5]。

## 主要施設
公的施設
- 岡山市保健福祉会館 - 鹿田町1丁目
- 岡山市水道局 - 鹿田町2丁目
- 国土交通省中国地方整備局岡山河川事務所 - 鹿田町2丁目

教育機関
- 岡山大学鹿田キャンパス（医学部） - 鹿田町2丁目

医療・福祉施設
- 岡山大学病院 - 鹿田町2丁目
- 岡山県精神科医療センター - 鹿田本町
- 更生保護法人備作恵済会古松園 - 鹿田本町

一般企業
- トヨタカローラ岡山本社鹿田店 - 鹿田町1丁目
- アプライド岡山店 - 鹿田本町

史跡
- 鹿田遺跡 - 鹿田町2丁目（岡山大学鹿田キャンパス内）

公園
- 大供公園 - 鹿田町1丁目

## 交通
道路
- 岡山県道173号大元停車場線（市役所筋）